# Racketlon
Il Racketlon è uno sport nato dall'unione dei quattro sport olimpici nel quale si fa uso di una racchetta: tennis tavolo, badminton, squash e tennis. Gli incontri possono essere disputati in singolo (maschile e femminile) o in doppio (maschile, femminile e misto).

## Storia
Nato negli anni '80 in Scandinavia, dopo un incontro tra i rappresentanti delle quattro federazioni, il Racketlon vede il suo primo campionato nel 1986 a Helsinki. Le regole, introdotte nel 1994, erano precedute da quelle basilari di ogni differente sport che lo compone (tennis tavolo, badminton, squash e tennis).

## Regolamento
Ciascuno dei quattro set, giocati secondo l'ordine di grandezza delle racchette (dalla più piccola alla più grande), termina al raggiungimento dei 21 punti; per ritenere concluso il set, un giocatore deve avere almeno due punti di vantaggio sull'avversario. Nel caso di 20-20, quindi, il gioco continua fino a quando un giocatore viene distanziato di 2 punti (es: 22-20, 23-21,...) raggiunto il punteggio di 29-29, però, il set si conclude ai 30 punti.
Al termine dei set, il giocatore che ha totalizzato il maggior numero di punti, è il vincitore dell'intera partita quindi è possibile aggiudicarsi un incontro anche perdendo tre set su quattro.  Nel caso in cui i due giocatori abbiano punteggio uguale, si prolunga di un punto la sfida di tennis (tie-break).
L'ordine di battuta viene deciso tramite sorteggio e viene alternato per ogni set: il giocatore che riceve nel tennis tavolo, avrà il servizio nel badminton, riceverà nuovamente nello squash e servirà nel tennis. Il servizio, effettuato sempre in diagonale, passa all'avversario ogni due punti; viene concessa una pausa di un minuto al raggiungimento degli 11 punti.

## Federazione Italiana Racketlon
La Federazione Italiana Racketlon (F.I.Ra) è nata il 31 dicembre 2007 ad Arcugnano grazie a Diego Bertoldo, che ha iniziato la diffusione di questo sport nel settembre dello stesso anno.
Il primo torneo di Racketlon in Italia è avvenuto il 28 giugno 2008 nei pressi di Vicenza. Nel luglio dell'anno successivo, Giampaolo Martire e Monica Calabria, assumono i titoli di campioni nazionali.